# Dear (中島美嘉單曲)
《Dear》，日本女歌手中島美嘉的第33張單曲。2011年4月27日發行，為「耳咽管開放症」暫停所有演藝活動後的復歸作。

## 概述
Dear
- 井上真央、永作博美主演電影「第八日的蟬」的主題曲。
- 中島本人表示在初次聽見這首歌時，便覺得歌詞非常適合。而相比起專門寫給自己，中島更覺得作曲的杉山是以電影的形象寫下此曲的[1]。
- 在錄製本曲前，中島本人先把「第八日的蟬」原著同名小說讀了很多次，完全融入劇情當中後才進錄音室錄音[2]。
- 大概在2月初錄下的歌曲，「就這首歌曲吧」地決定，然後很快便完成錄製[1]。
- 歌詞中「對不起 謝謝你」是想傳達給擔心著自己的歌迷，以及一直支持著自己等的所有人[1]。
- 發售後獲得手機片段下載月榜冠軍。[3]

A MIRACLE FOR YOU (2011)
- 出道專輯「TRUE 唯美生存」的專輯曲「A MIRACLE FOR YOU」重新灌錄版本。
- 全曲只用鋼琴聲作為伴奏，由出道至今一直在現場演出作後援的河野伸編曲[4][5]。
- 取消武道館演唱會後，歌迷們在與歌迷見面會上一同獻唱本曲於給中島本人，因此中島把2011年的全新版本送給歌迷，表達對歌迷的支持與感謝[2]。
- 現時並未收錄於任何一張專輯。

## 收錄歌曲
1. Dear
  - 作詞・作曲・編曲：杉山勝彦
2. A MIRACLE FOR YOU (2011)
  - 作詞：中島美嘉 作曲：岡野秦也 編曲：河野伸
3. Dear (Instrumental)
4. A MIRACLE FOR YOU (2011) (Instrumental)

## 資料來源
1. 1 2 3  . emtg music. 2011-04-28  [2011-04-28]. （原始内容存档于2013-09-24） （日语）.
2. 1 2  . check magazine. 2011-04-19  [2011-04-19]. （原始内容存档于2014-08-26） （中文）.
3. ↑  .   [2012-01-08]. （原始内容存档于2012-01-27）.
4. ↑  . sony music. 2011-03-09  [2011-03-09]. （原始内容存档于2011-04-02） （日语）.
5. ↑  . 博客來.   [2014-08-22]. （原始内容存档于2014-08-26） （中文）.